# Pablo Nakhlé Cerruti
 (mars 2023).
Pour les articles homonymes, voir Cerruti (homonymie).
Pablo Nakhlé Cerruti, né en 1983 à Rennes, est un entrepreneur français.

## Biographie
Après une enfance à Saint-Malo, Pablo Nakhlé Cerruti poursuit ses études à l'Institut d’Études Politiques de Strasbourg dont il est diplômé en 2004. Il suit ensuite le MBA Stratégie et intelligence économique SIE (2005) de l’École de guerre économique. En parallèle, il est assistant parlementaire du député Bernard Carayon.
En 2007, il devient chargé de mission puis directeur général de la fondation d’entreprises Prometheus, think-tank français consacré à l'analyse des enjeux de la mondialisation et de la transparence des ONG.
De 2009 à 2011, il est membre du cabinet ministériel de Christine Lagarde à Bercy, comme chargé de mission discours et prospectives de la ministre de l’Économie et des Finances.
En 2011, il rejoint Unibail-Rodamco comme Directeur de la communication et des relations institutionnelles Groupe. Il est nommé Directeur délégué de Viparis en septembre 2014 et est remplacé comme directeur de la communication par Benjamin Griveaux. En janvier 2018, il est nommé Directeur général adjoint, chargé des Opérations. Il devient directeur général exécutif de Viparis Holding en juin 2018. En février 2023, il quitte ses fonctions officiellement pour raisons personnelles mais ce départ pourrait être lié à un désaccord avec son employeur concernant la transformation de l'hôtel Salomon de Rothschild.
D'avril 2014 à 2020, il est conseiller municipal de Saint-Malo et est également conseiller communautaire du Pays de Saint-Malo à partir de juin 2019.
Depuis 2019, il est membre du COMEX40 du MEDEF. En 2020, il est élu membre du bureau l'Union Française des Métiers de l’Évènement et devient vice-président de l’Alliance France Tourisme.
En novembre 2024, il rejoint Mediawan.
Il est marié et père de famille.

## Récompenses
En 2012, il est désigné "meilleur espoir" aux Trophées des diplomates d'entreprise.
En 2018, il fait partie des 100 jeunes leaders français de moins 40 ans choisis par l'Institut Choiseul pour son rôle majeur dans l'émergence de la ville de demain,.